# Cantherhines pardalis
Cantherhines pardalis is een straalvinnige vissensoort uit de familie van vijlvissen (Monacanthidae). De wetenschappelijke naam van de soort is voor het eerst geldig gepubliceerd in 1837 door Eduard Rüppell.